# ミシガン時間
|  | 冬時間               | 夏時間 (DST)         |
|  | -------------------- | -------------------- |
|  | UTC-6 （中部標準時） | UTC-5 （中部夏時間） |
|  | UTC-5 （東部標準時） | UTC-4 （東部夏時間） |

ミシガン時間（ミシガンじかん）ではミシガン州で使用されている時間帯について記す。ミシガン州では2つのタイムゾーンが使用され、州の大部分は東部時間を使用している。ウィスコンシン州に隣接するゴギービック郡、アイアン郡、ディキンソン郡、メノミニー郡の4郡は中部時間を使用している。なお、州全域で夏時間を実施している。

## 歴史
時間帯が採用される以前は各地の太陽の運行に従って時計を合わせていたため、経度の異なるそれぞれの都市ごとに地方平均時を使用していた。たとえばデトロイトではGMT-05:32:11、メノミニーではGMT-05:50:27が使われていた。
米国では1883年に時間帯が導入された。これは地域の決定に基づいてそれぞれ異なる年に導入されていったが、ミシガン州では1885年9月18日から中央標準時が採用された。1915年にデトロイトが東部時間に変更され、1931年には残りの州内のほとんどの地域が追随した。
1967年に統一時間法が施行され、アッパー半島は夏時間を採用しない通年の中部標準時とされた。1973年に半島の大部分が東部時間に移行し、州境に位置する4郡だけが中部時間に残された。

## tz database
IANAのtz databaseには、ミシガン州の標準時は下記のように含まれている。
| 国名コード | 座標            | タイムゾーン      | コメント                                  | 標準時 | 夏時間 | 備考                                                                                           |
| ---------- | --------------- | ----------------- | ----------------------------------------- | ------ | ------ | ---------------------------------------------------------------------------------------------- |
| US         | +421953−0830245 | America/Detroit   | 東部時間 - ミシガン（ほとんどの地域）     | −05:00 | −04:00 |                                                                                                |
| US         | +450628−0873651 | America/Menominee | 中部時間 - ミシガン（ウィスコンシン州境） | −06:00 | −05:00 | 1905年1月1日から1915年5月15日までは州全域で使用されていた（夏時間導入前であるため通年UTC-6）。 |